# Pedro de Angelis
Pedro de Angelis (Nápoles, 29 de junio de 1784 - Buenos Aires, 10 de febrero de 1859) fue uno de los primeros historiadores de Argentina. Constituye una de las figuras principales de la ciencia histórica argentina, y también de las más discutidas y polémicas.

## Infancia y juventud
En su infancia y adolescencia, Pedro de Angelis vivió buena parte de los acontecimientos importantes de su tiempo. Presenció la huida de los borbones napolitanos y la desaparición del Reino de Nápoles frente al avance arrollador de Napoleón Bonaparte. Asimismo, vivió su resurgimiento bajo el reinado del hermano mayor del emperador Bonaparte, primero, y de su cuñado, el mariscal Joaquín Murat, después.
De Angelis se enroló en el ejército napoleónico de Nápoles, el primero serio y profesional que tuvo el reino, y llegó a ser capitán de artillería. Sin embargo, no estaba hecho para este tipo de armas: su educación en historia y filosofía, y su asombroso manejo de varios idiomas, lo guiaban por otros caminos. Así, pronto pudo ocupar una cátedra en el Colegio Militar y fue maestro particular de los dos hijos del rey. Esta relación y su valor intelectual le permitieron ser miembro de la Academia de Nápoles y, poco tiempo después, secretario de la legación de San Petersburgo (Imperio ruso). En esta ciudad, De Angelis contrajo matrimonio con una joven institutriz suiza, Melanie Dayet, y asistió a la caída del Imperio napoleónico, hecho que rápidamente lo dejó sin trabajo.
Sin mecenas, ni aliados políticos, viajó a París. En 1825, con 40 años, De Angelis era un hombre de reputación y se codeaba con las personalidades intelectuales de la época. Atrajo la atención de Bernardino Rivadavia, quien estaba residiendo en París como ministro plenipotenciario de las Provincias Unidas del Río de la Plata y pretendía crear en Buenos Aires un foco de cultura y progreso. Así, con un contrato para crear y dirigir dos periódicos, De Angelis se encontró de pronto con rumbo a la Argentina.

## Su llegada al Río de la Plata
Recién llegado, en 1827 ―con 43 años de edad―, se hizo cargo de la Imprenta del Estado, asociado con un ilustrado español, José Joaquín Mora. Una vez obtenida la ciudadanía en el nuevo país[cita requerida], inició la publicación de dos periódicos: la Crónica Política y Literaria de Buenos Aires, órgano de marcado tinte oficialista y buena calidad editorial; y El Conciliador, que solo tendría un número en la calle. A finales de 1827, la caída de Rivadavia significó la conclusión de las dos publicaciones y una nueva orfandad de aliados y mecenas para De Angelis.
El turno del gobierno era para Manuel Dorrego, a quien De Angelis había criticado con vehemencia desde la Crónica, y sus caminos profesionales se hallaban, al menos, clausurados. Se dedicó a dictar clases para sobrevivir y fundó un ateneo, que tuvo numerosos alumnos.

## Su labor como periodista
Previamente, y aun cuando sus relaciones políticas se deterioraban cada vez más debido al ascenso de Juan Manuel de Rosas ―quien no tenía simpatía alguna por el historiador―, De Angelis había hecho otro ensayo periodístico: El Lucero, nacido en septiembre de 1829, y que fue el primer diario porteño que incluyó partes meteorológicos, movimientos de naves en el puerto, cambios de moneda y entradas diarias de ganado en la ciudad. Realizaba también críticas literarias y, en una ocasión, realizó una elogiosa crítica a la obra de un desconocido poeta: Esteban Echeverría.
En sus páginas se publicaron también crónicas de la campaña de Rosas en el desierto, a medida que la figura del futuro gobernador adquiría mayor peso.
Mientras tanto, De Angelis se ocupó de organizar un archivo de manuscritos y otros documentos relativos a los primeros años de la nación argentina, que se convertiría en el más importante de su época. Este interés se extendió a la geografía, la etnografía y las lenguas indígenas. De esta manera, reunió un conocimiento único del pasado rioplatense y un archivo de incontable valor, casi tan importante como el que tenía el joven Archivo General de la Nación, que luego dirigiría.
En 1830, De Angelis publicó varias biografías, iniciando el desarrollo de este género en el país, para el caso: Ensayo histórico sobre la vida del Exmo. Dr. D. Juan Manuel de Rosas, que reeditaría en 1842, Noticias biográficas del Exmo. Sr. Gobernador y Capitán General de la Provincia de Santa Fe, Brigadier D. Estanislao López, Biografía del Sr. General Arenales y del eminente científico Aimé Bonpland. Las dos primeras obras le valdrían a De Angelis un profundo desprecio, no sólo de muchos de sus contemporáneos (en particular de todos los exiliados en Montevideo durante la administración de Rosas), sino también de muchos de los historiadores posteriores: aún hoy la figura de De Angelis genera un fuerte rechazo y nunca ha tenido el reconocimiento que su labor pionera ha merecido. Esteban Echeverría y Paul Groussac fueron, cada uno en su momento, sus más enconados detractores.
El propio Rosas lo contrataría para difundir los proyectos intelectuales de su gobierno, en propuestas como el Archivo Americano y Espíritu de la Prensa del Mundo, que se editaría en tres idiomas y tendría una vasta circulación en Europa. Esta circunstancia le valió un odio sin límite de varios exiliados, con los que polemizó en duros términos desde las páginas de esa publicación.
En 1836, De Angelis comenzó su obra cumbre: la Colección de Obras y Documentos relativos a la Historia Antigua y Moderna de las Provincias del Río de la Plata, una compilación de documentos de primera mano y óptima calidad que testimoniaban la epopeya civilizadora española y los primeros tiempos de la nación argentina. La obra alcanzó los seis tomos completos, realizados todos por la labor artesanal de De Angelis, pero se vio frustrada por la ausencia de materiales de edición, debido al bloqueo inglés del Río de la Plata.
Después de la batalla de Caseros, y caído Rosas, no hubo lugar en el país para el historiador, que tuvo que marchar a Río de Janeiro, donde fue recibido con los mayores honores.
El 18 de abril de 1856, el gobierno de la Confederación Argentina acepta a Pedro de Angelis como cónsul general del Reino de las dos Sicilias.

## Proyecto constitucional
De Angelis publicó su proyecto en 1852, por encargo de Urquiza, días antes de que Alberdi comenzara el suyo.
Publicó su proyecto en la Imprenta del Estado, la cual arrendaba desde 1834 y siguió alquilando mientras Urquiza fue director provisorio de la Confederación Argentina.
De Angelis decía:

La Constitución de un Estado para que sea sólida, debe provenir de la creación progresiva de instituciones análogas, de las costumbres radicadas en los pueblos, de la acción lenta pero segura del orden y de las leyes especiales de cada provincia.

El proyecto constitucional fue presentado en junio de 1852. Admitía en primer lugar la posibilidad del reintegro de Paraguay y establecía la obligación del gobierno de hacer valer sus derechos sobre Tarija y las Islas Malvinas.
Disponía que durante el receso del Parlamento funcionara una Comisión Permanente, que tendría algunas funciones análogas. La Vicepresidencia de la Nación se pondría en manos del gobernador de la provincia de Buenos Aires. Cada provincia se encargaría de elegir dos electores para que éstos procedieran a su vez a designar al presidente de la Nación. Sería menester de la Corte Suprema la realización del juicio político al presidente, vicepresidente, gobernadores de provincia y legisladores.
El proyecto carecía de preámbulo, tenía 135 artículos, era sistemático y en los dos primeros artículos ubicados en el título I, sección 1.ª, denominado "De la República Argentina", disponía:

- Art. 1: La República Argentina es una Nación soberana e independiente.
- Art. 2: Su soberanía reside esencialmente en el pueblo, a quien compete nombrar delegados para afianzar, por leyes sabias y justas, la libertad civil, la propiedad y los demás derechos legítimos de sus habitantes.

## De Angelis como científico social
El Instituto Histórico y Geográfico de la ciudad brasileña lo nombró miembro correspondiente, lo que también harían la Royal Geographic Society de Londres, la Sociedad de Geografía de París, el Reale Instituto d'Incoraggiamento delle Scienze Naturali de Nápoles, la Massachusetts Historical Society, la Société Royale des Antiquaires du Nord de Copenhague y la American Philosophical Society de Filadelfia.

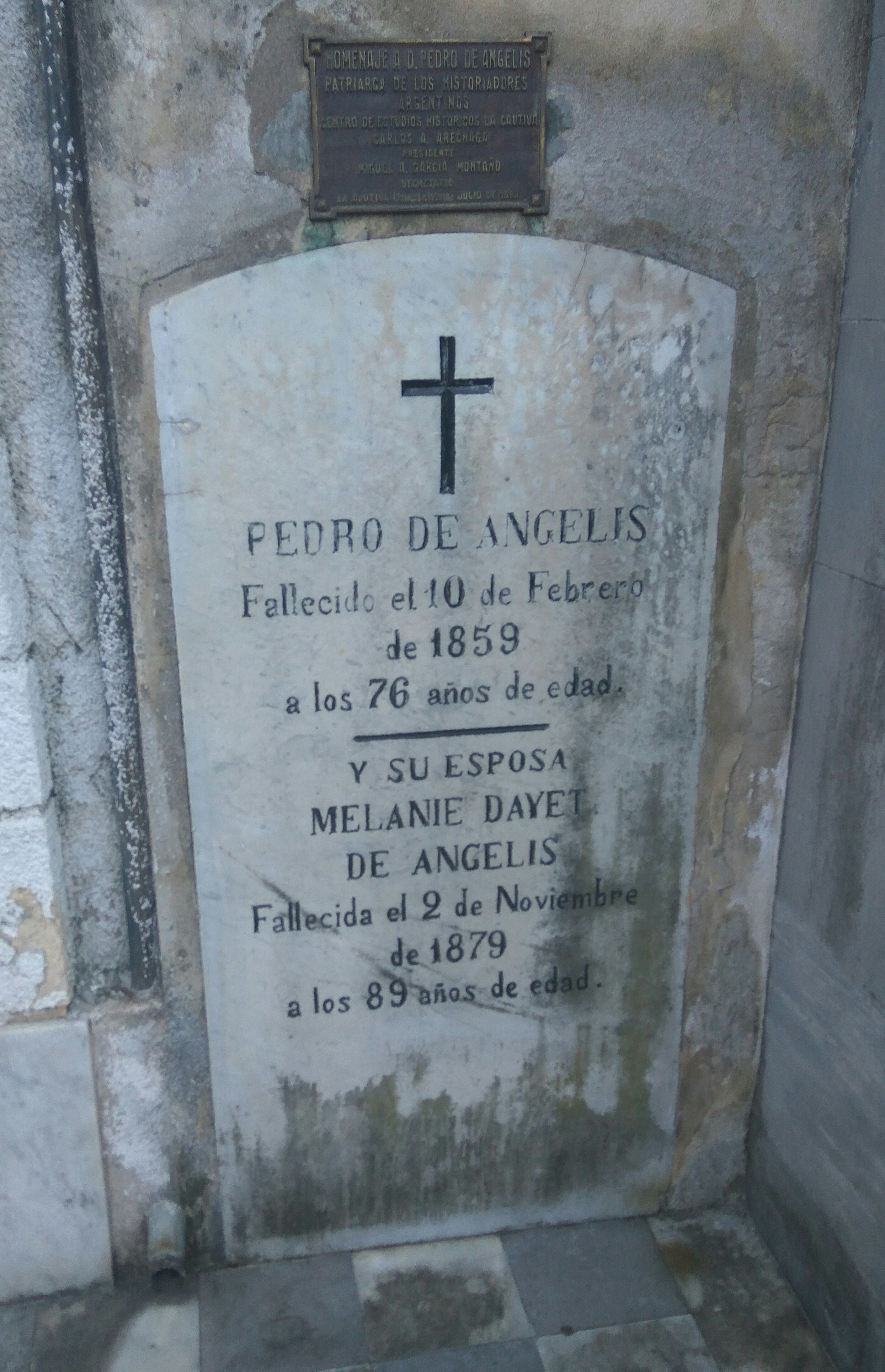
Tumba de Pedro de Angelis y su esposa en el Cementerio de la Recoleta.

Sin embargo, De Angelis no pretendía quedarse en Brasil, sino regresar a Buenos Aires, algo que logró luego de un breve paso por Montevideo en 1855. Aunque caído en desgracia, pudo publicar valiosas obras, como: la Memoria sobre el estado de la Hacienda Pública, de carácter económico; el Proyecto de organización para la instrucción pública de la Provincia de Buenos Aires; la monumental Recopilación de las Leyes y Decretos promulgados en Buenos Aires desde el 25 de mayo de 1810 hasta el fin de diciembre de 1835; el Reglamento para el ejercicio y maniobras de los regimientos de infantería; el Libro de lectura elemental e instructiva para jóvenes estudiantes y una Bibliografía General del Río de la Plata, obra manuscrita que se conserva en el Archivo General de la Nación. Por encargo de Rosas, también había publicado una Memoria sobre los derechos de soberanía de la Confederación Argentina a la parte austral del continente americano, que constituyó uno de los primeros estudios geográficos del país.
Esta fue la última aparición pública de Pedro de Angelis, considerado el patriarca de los historiadores argentinos. Durante su vejez, y siendo todavía rechazado por la mayoría de la intelectualidad nacional, fue nombrado miembro del Instituto Histórico y Geográfico del Río de la Plata, a pedido de su creador, Bartolomé Mitre.
De Angelis falleció el 10 de febrero de 1859, a los 74 años. Sus restos se encuentran en el Cementerio de la Recoleta.

## Publicaciones
Pedro de Angelis recopiló y publicó documentos fundamentales, que habían permanecido inéditos.

### Periódicos
- Crónica política y literaria de Buenos Aires, 1827
- El Conciliador, 1827
- El Lucero, 1829-1833
- Le Flâneur, 1831-1832
- El Monitor, 1833-1834
- El Restaurador de las Leyes, 1833
- El espíritu de los mejores diarios que se publican en Europa, 1840
- Archivo Americano, 1843-1851

Asimimo, publicó varias biografías, inaugurando el género en el país:
- Ensayo histórico sobre la vida del Exmo. Dr. D. Juan Manuel de Rosas
- Noticias biográficas del Exmo. Sr. Gobernador y Capitán General de la Provincia de Santa Fe, Brigadier D. Estanislao López
- Biografía del Sr. General Juan Antonio Álvarez de Arenales
- Biografía de Aimé Bonpland.

Su obra cumbre, Colección de Obras y Documentos relativos a la Historia Antigua y Moderna de las Provincias del Río de la Plata, comenzó a publicarse en 1836.
Recopiló, además, varios documentos referidos a la historia de las Provincias Unidas del Río de la Plata:
- Derroteros y viages à la Ciudad Encantada, ó de los Césares. Que se creía existiese en la Cordillera, al sud de Valdivia[6]
- Colección de viages y expediciones à los campos de Buenos Aires y a las costas de Patagonia.[7]

Por encargo de Rosas, también difundió una Memoria sobre los derechos de soberanía de la Confederación Argentina a la parte austral del continente americano, que constituyó uno de los primeros estudios geográficos del país.